# Косково (Нижньогородська область)
Косково (рос. Косково) — присілок в Городецькому районі Нижньогородської області Російської Федерації.
Населення становить 132 особи. Входить до складу муніципального утворення Ковригинська сільрада.

## Історія
Від 2009 року входить до складу муніципального утворення Ковригинська сільрада.

## Населення
| 2002 | 2010 |
| ---- | ---- |
| 184  | ↘132 |